# Wilmo Francioni
Wilmo Francioni (Empoli, 8 novembre 1948) è un ex ciclista su strada italiano.
Professionista dal 1970 al 1978, partecipò a otto Giri d'Italia e vinse un Trofeo Laigueglia.

## Carriera
Passò professionista nel 1970 con la Ferretti, squadra diretta da Alfredo Martini. In carriera ottenne un discreto numero di successi, fra i quali quattro tappe al Giro d'Italia (due nel 1972 e due nel 1977), due Trofei Matteotti, il Trofeo Laigueglia e la Coppa Sabatini.
Conseguì anche numerosi piazzamenti di rilievo, tra cui su tutti il secondo posto alla Milano-Sanremo del 1973: nell'occasione venne battuto in uno sprint a due dal belga Roger De Vlaeminck, dopo aver tirato da solo la fuga fin quasi al traguardo, cosa che fece notare molto irritato durante l'intervista alla televisione subito dopo la corsa con il suo forte accento toscano: "Roger nel finale ha fatto il furbo, non voleva mai tirare" . Si ritirò nel 1978, dopo anni di militanza nella Magniflex-Torpado di Primo Franchini.

## Palmarès
- 1967 (dilettanti)

Gran Premio Industria del Cuoio e delle Pelli
- 1968 (dilettanti)

Gran Premio Industria del Cuoio e delle Pelli
- 1969 (dilettanti)

Coppa Giulio Burci
Coppa Città del Marmo
Giro delle Valli Aretine
- 1970 (Ferretti, una vittoria)

Gran Premio Vivaisti Cenaiesi
- 1971 (Ferretti, una vittoria)

Trofeo Matteotti
- 1972 (Ferretti, tre vittorie)

Trofeo Laigueglia
4ª tappa, 2ª semitappa Giro d'Italia (Block Haus > Foggia)
13ª tappa Giro d'Italia (Forte dei Marmi > Savona)
- 1974 (Sammontana, una vittoria)

Coppa Sabatini
- 1977 (Magniflex, tre vittorie)

Trofeo Matteotti
12ª tappa Giro d'Italia (Santa Margherita Ligure > San Giacomo di Roburent)
20ª tappa Giro d'Italia (San Pellegrino Terme > Varese)

## Piazzamenti

### Grandi giri
- Giro d'Italia

1970: 74º
1971: 64º
1972: 66º
1973: ritirato (5ª tappa)
1974: 66º
1975: 63º
1976: 43º
1977: 10º
- Tour de France

1971: 64º
- Vuelta a España

1975: 47º
1977: 36º

### Classiche monumento
- Milano-Sanremo

1973: 2º
1974: 26º
1975: 39º
1977: 73º

### Competizioni mondiali
- Campionati del mondo

Mendrisio 1971 - In linea: 31º
Gap 1972 - In linea: ritirato
San Cristóbal 1977 - In linea: ritirato